# Petra Tierlich
Petra Tierlich (1945) es una deportista de la RDA que compitió en luge en la modalidad individual. Ganó tres medallas en el Campeonato Mundial de Luge entre los años 1965 y 1969.

## Palmarés internacional
| Campeonato Mundial | Campeonato Mundial    | Campeonato Mundial | Campeonato Mundial |
| Año                | Lugar                 | Medalla            | Prueba             |
| ------------------ | --------------------- | ------------------ | ------------------ |
| 1965               | Davos (Suiza)         | Medalla de plata   | Individual         |
| 1967               | Hammarstrand (Suecia) | Medalla de plata   | Individual         |
| 1969               | Königssee (RFA)       | Medalla de oro     | Individual         |